# Markófalva
Markófalva (szlovákul: Marček) Szedernye településrésze, korábban önálló falu Szlovákiában, a Zsolnai kerületben, a Zsolnai járásban.

## Fekvése
Zsolnától 7 km-re északnyugatra, Szedernye központjától kb. 2 km-re keletre, a Vág jobb partján fekszik. Keresztülfolyik rajta a Markófalvi-patak, mely a falu előtt folyik a Ricsói-csatornába.

## Története
Területe ősidők óta lakott, határában megtalálták a lausitzi kultúra és a korai bronzkor emberének nyomait.
A települést 1453-ban említik először, a Sulyovszky, Markovics, Norsiczky és Ordódy családok birtoka volt. 1598-ban a dézsmajegyzék szerint 7 háza állt. 1784-ben 35 házában 37 családban 192 lakos élt.
A 18. század végén Vályi András így ír róla: „MARKÓFALVA. Tót falu Trentsén Várm. földes Urai több Urak, lakosai katolikusok, fekszik Nagy Divinának szomszédságában, és annak filiája, határja meg lehetős.”
1828-ban 34 háza és 247 lakosa volt.
Fényes Elek 1851-ben kiadott geográfiai szótárában így ír a faluról: „Markófalva, tót falu, a Vágh vize mellett: 283 kath. lak., az Ordódy család kastélyával. Ut. p. Zsolna.”
1907-ben csatolták Szedernyéhez.

## Nevezetességei
- Haranglába 19. századi.
- Klasszicista kúriája a 19. század közepén épült.

## Külső hivatkozások
- Markófalva a térképen

## Lásd még
- Szedernye
- Köblös